# Stazione di Asahikawa

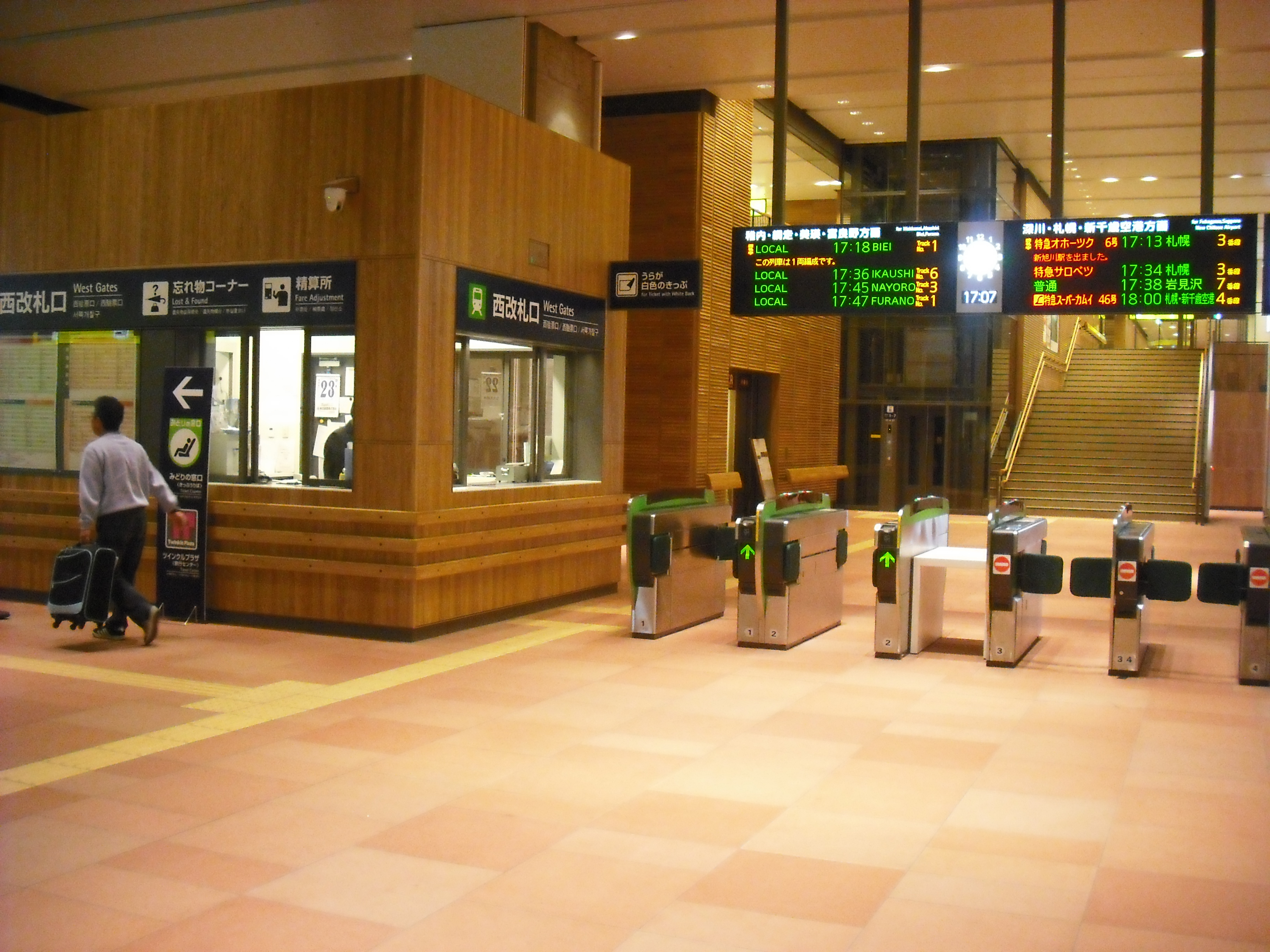
Vista dell'area tornelli

La stazione di Asahikawa (旭川駅?, Asahikawa-eki) è la principale stazione ferroviaria della città di Asahikawa, la terza città più grande del Giappone settentrionale, dopo Sapporo e Sendai. 
I treni più veloci la collegano in 1 ora e 20 minuti al capoluogo Sapporo. La stazione è stata reinaugurata, una volta ricostruita su viadotto, nel 2011.

## Linee ferroviarie
JR Hokkaido
■ Linea Hakodate
■ Linea Sōya
■ Linea Furano
■ Linea Sekihoku (servizio ferroviario)

### Principali treni
Presso la stazione di Asahikawa fermano tutti i treni delle linee afferenti, inclusi i treni espressi limitati a lunga percorrenza, di cui di seguito è presente la lista:
Espressi limitati
Super Kamui (per Sapporo)
Okhotsk (per Abashiri)
Super Sōya (per Wakkanai)
Sarobetsu (per Wakkanai)
Rapidi
Rapido Airport (per Aeroporto Shin-Chitose)
Kitami
Nayoro
Furano-Biei Norokko (treno turistico)

## Struttura della stazione
La stazione, la cui superficie di base è di circa 14.000 metri quadrati, dispone di tre marciapiedi a isola e uno laterale con sette binari totali su viadotto. Gli interni sono prevalentemente realizzati in legno, e dispongono di diversi servizi, fra cui ascensori, scale mobili, servizi igienici, biglietteria presenziata (dalle 5:00 alle 22:00) e automatica
| 1-2 | ■Linea Furano | Per Biei e Furano |
| 3-4 | ■Linea principale Hakodate                                                                                               | Per Fukagawa, Takikawa, Iwamizawa e Sapporo                                                                              |
| 5-6 | ■Linea principale Sōya ■Linea principale Sekihoku                                                                        | Per Nayoro, Wakkanai, Kamigawa, Kitami e Abashiri                                                                        |
| 7   | Nessuna destinazione assegnata. Il binario viene usato in modo flessibile per la fermata e il transito di diversi treni. | Nessuna destinazione assegnata. Il binario viene usato in modo flessibile per la fermata e il transito di diversi treni. |

## Progetti futuri
In un futuro ancora non definito la stazione potrebbe ospitare la massima estensione dell'Hokkaidō Shinkansen. Tuttavia al momento non sono previsti piani ufficiali.

## Stazioni adiacenti
| «                         | Servizio                  | »                         |
| Linea principale Hakodate | Linea principale Hakodate | Linea principale Hakodate |
| ------------------------- | ------------------------- | ------------------------- |
| Chikabumi                 | Locale                    | Capolinea                 |
| Linea principale Sōya     |                           |                           |
| Capolinea                 | Locale                    | Asahikawa-Yojō            |
| Capolinea                 | Rapido Nayoro             | Asahikawa-Yojō Nagayama   |
| Linea principale Sekihoku |                           |                           |
| Capolinea                 | Locale                    | Asahikawa-Yojō            |
| Capolinea                 | Rapido speciale Kitami    | Tōma                      |
| Linea Furano              |                           |                           |
| Kaguraoka                 | Locale                    | Capolinea                 |